# Gare de Gièvres
Gare de Gièvres – stacja kolejowa w Gièvres, w departamencie Loir-et-Cher, w Regionie Centralnym, we Francji.
Jest stacją Société nationale des chemins de fer français (SNCF), obsługiwanym przez pociągi TER Centre.